# Nottoway Court House
Nottoway Court House – jednostka osadnicza w Stanach Zjednoczonych, w stanie Wirginia, siedziba administracyjna hrabstwa Nottoway. W 2010 była zamieszkiwana przez 84 mieszkańców.